# Santi Quaranta Martiri e San Pasquale Baylon
Santi Quaranta Martiri e San Pasquale Baylon ou Igreja dos Santos Quarenta Mártires e São Pascoal Bailão, conhecida também apenas como San Pasquale Baylon ou Igreja de São Pascoal Bailão, é uma igreja de Roma, Itália, localizada no rione Trastevere, na via San Francesco a Ripa. É dedicada aos Quarenta Santos Mártires e a São Pascoal Bailão; e uma igreja subsidiária da paróquia de San Crisogono.

## História
Os Quarenta Santos Mártires foram 40 soldados romanos que, durante uma perseguição aos cristãos do imperador romano Licínio (310), se recusaram a abandonar a fé cristão e terminaram imersos num lago gelado de Sebaste até morrerem congelados. Já Pascoal Bailão era um padre espanhol, canonizado em 1690, considerado padroeiro das mulheres.
A igreja é de origem medieval e foi construída pelo papa Calisto II em 1122 com o nome de Santi Quaranta. Foi restaurada em 1608 pela Arquiconfraria do Gonfalone e, posteriormente, entre 1744 e 1747, foi reconstruída, com base num projeto de Giuseppe Sardi, um dos frades menores da reforma de Pedro de Alcântara, que acrescentaram à dedicação antiga o seu padroeiro, São Pascoal Bailão. Na ocasião, a igreja foi colocada à disposição da Coroa da Espanha através de um decreto real de Filipe V de 23 de dezembro de 1738, confirmado por Isabel II em 1856.

## Arte

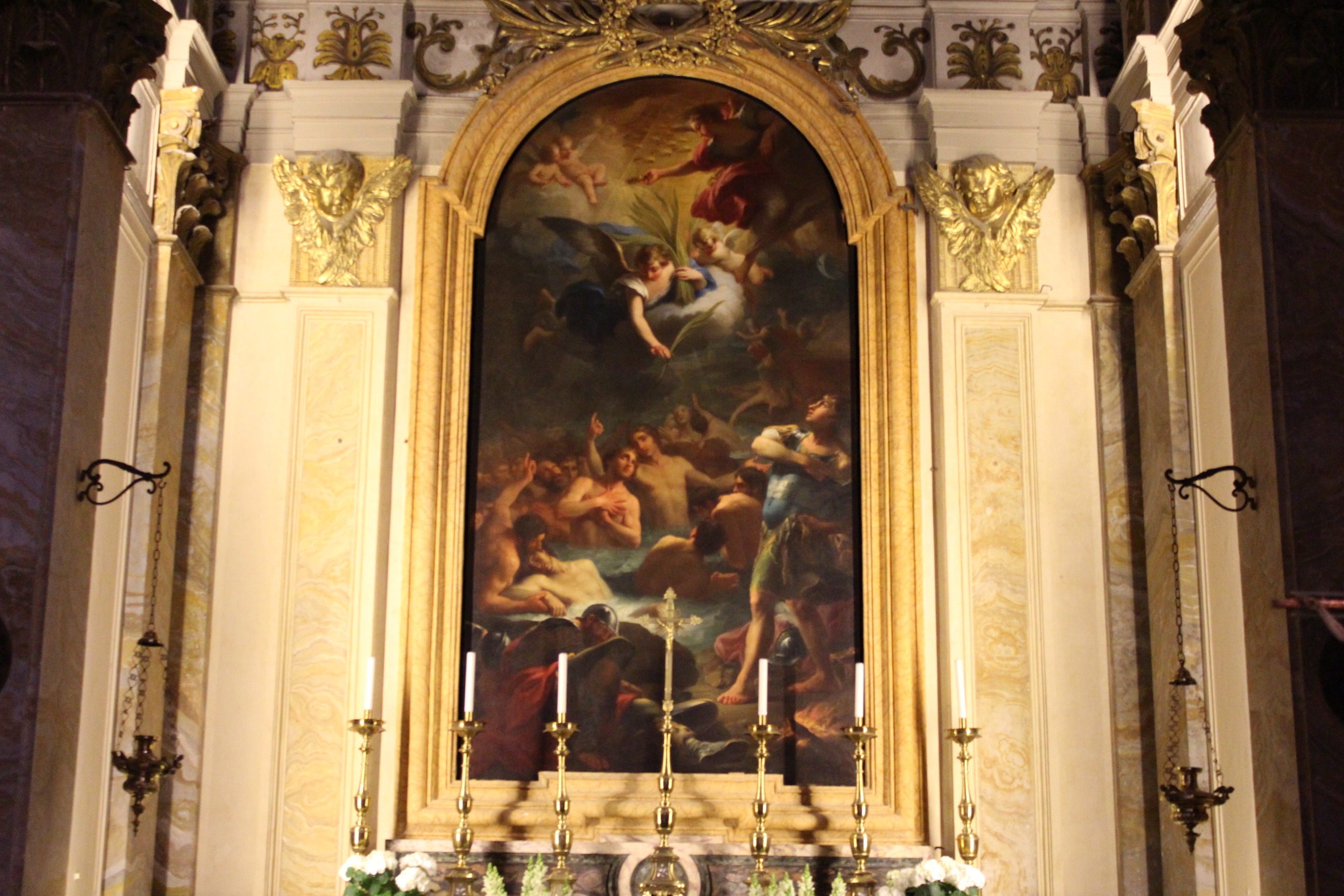
Retábulo em Santi Quaranti Martiri e San Pasquale Baylon, Trastevere. Rodulphinus Venuti, escrevendo em 1766, descreveu o artista como Luigi Tussi, de Gênova. A igreja é uma dedicação conjunta aos Quarenta Mártires de Sebaste e a São Pascoal Baylon. A igreja teve o apelido de Chiesa delle Zitelle, ou Igreja das Solteironas.

A fachada, de Sardi, está dividida em duas ordens por uma proeminente cornija. O portal é encimado pelo brasão de Filipe V, enquanto que, acima dos portais laterais, estão os brasões franciscanos.
O interior, precedido por um vestíbulo, conta com uma nave única com três capelas de cada lado, decoradas por obras recentes e do século XVIII (de Matteo Panaria). No teto da nave está "Glória de São Pedro de Alcântara" e, no do cruzeiro, "Glória de São Pascoal".
No início dos anos 2000, o Instituto Sedes Sapientiae foi transferido para o antigo Conservatorio di San Pasquale Baylon, no rione Trastevere. Durante as reformas, foi revelado um novo sítio arqueológico de grande interesse, no qual é possível percorrer, por um bom tempo, uma antiga via romana: ínsulas depois transformadas em ricas residências romanas, afrescos e mosaicos da época imperial, a transformação medieval e a constituição da obra  que provavelmente deu origem à antiga basílica de Santa Cecilia.

## Tradições populares
A fé popular considerava São Pascoal Bailão como padroeiro das mulheres, particularmente das solteiras. Por isto, esta igreja era conhecida como "Chiesa delle zitelle" ("Igreja das solteiras"), que buscavam o santo em busca de marido com uma oração muito famosa na Itália: "San Pasquale Baylonne protettore delle donne / deh, trovatemi un marito/ bianco, rosso e colorito/ ma di certo: a voi uguale o glorioso san Pasquale." ("São Pascoal Bailão, protetor das mulheres, dê-me um marido branco, vermelho ou colorido, mas que seja com certeza, Ó glorioso São Pascoal").
O santo espanhol não era considerado apenas o protetor das solteiras, mas também de todas as mulheres que o procuravam por causa de maridos que não as deixavam em paz por seus "deveres conjugais". Conta a lenda que, para uma destas, o santo apareceu numa visão ou em sonho, e lhe ditou uma receita de uma bebida que acabaria com o desejo do marido. Esta bebida, à base de uvas e vinho Marsala, foi chamada, em homenagem ao santo, "São Bailão" (em italiano:  San Bayon), um nome que, depois de séculos, deu origem ao termo "zabaione".

## Galeria

Imagens da igreja
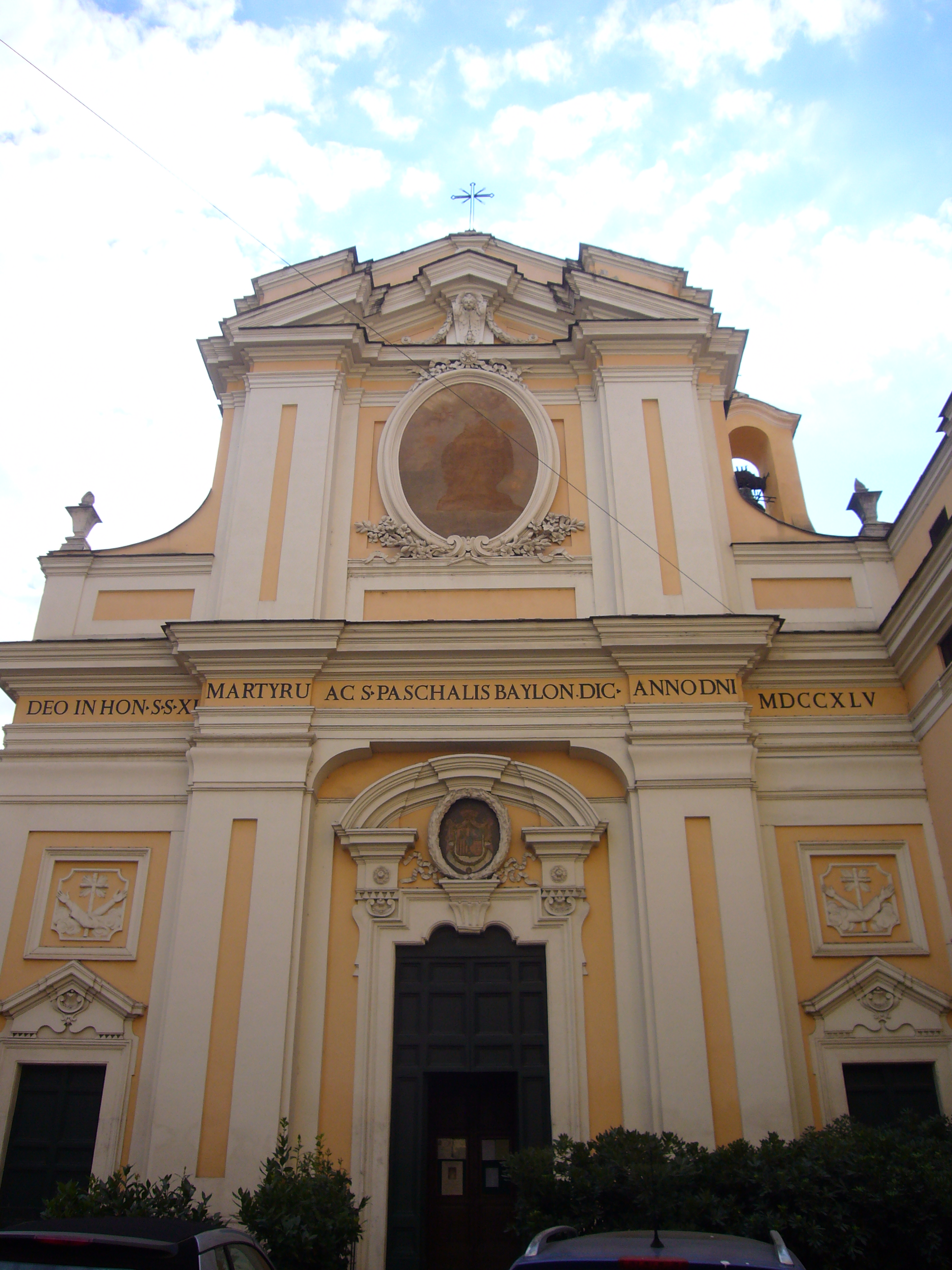
Detalhe da fachada.
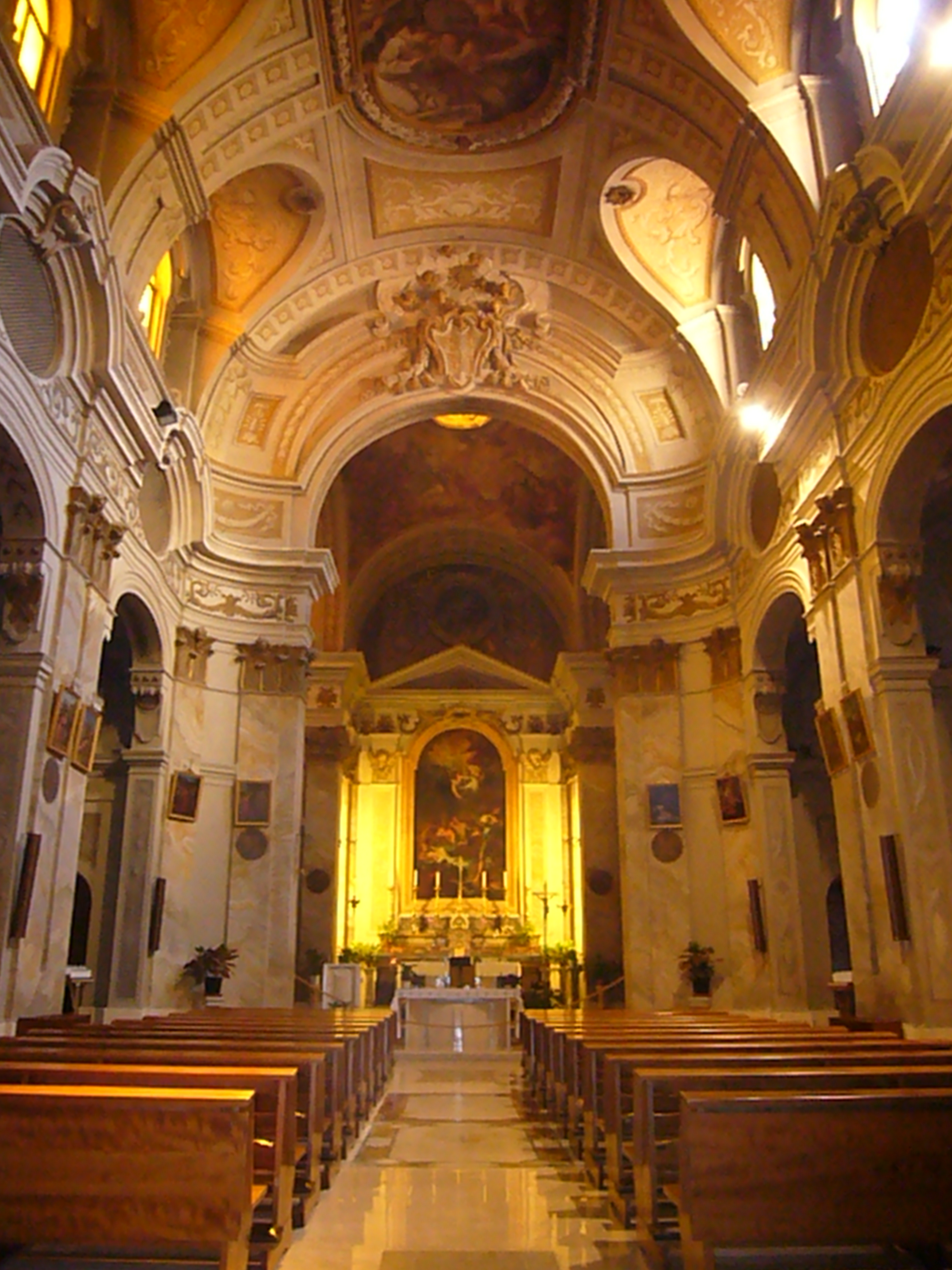
Interior na direção do altar-mor.
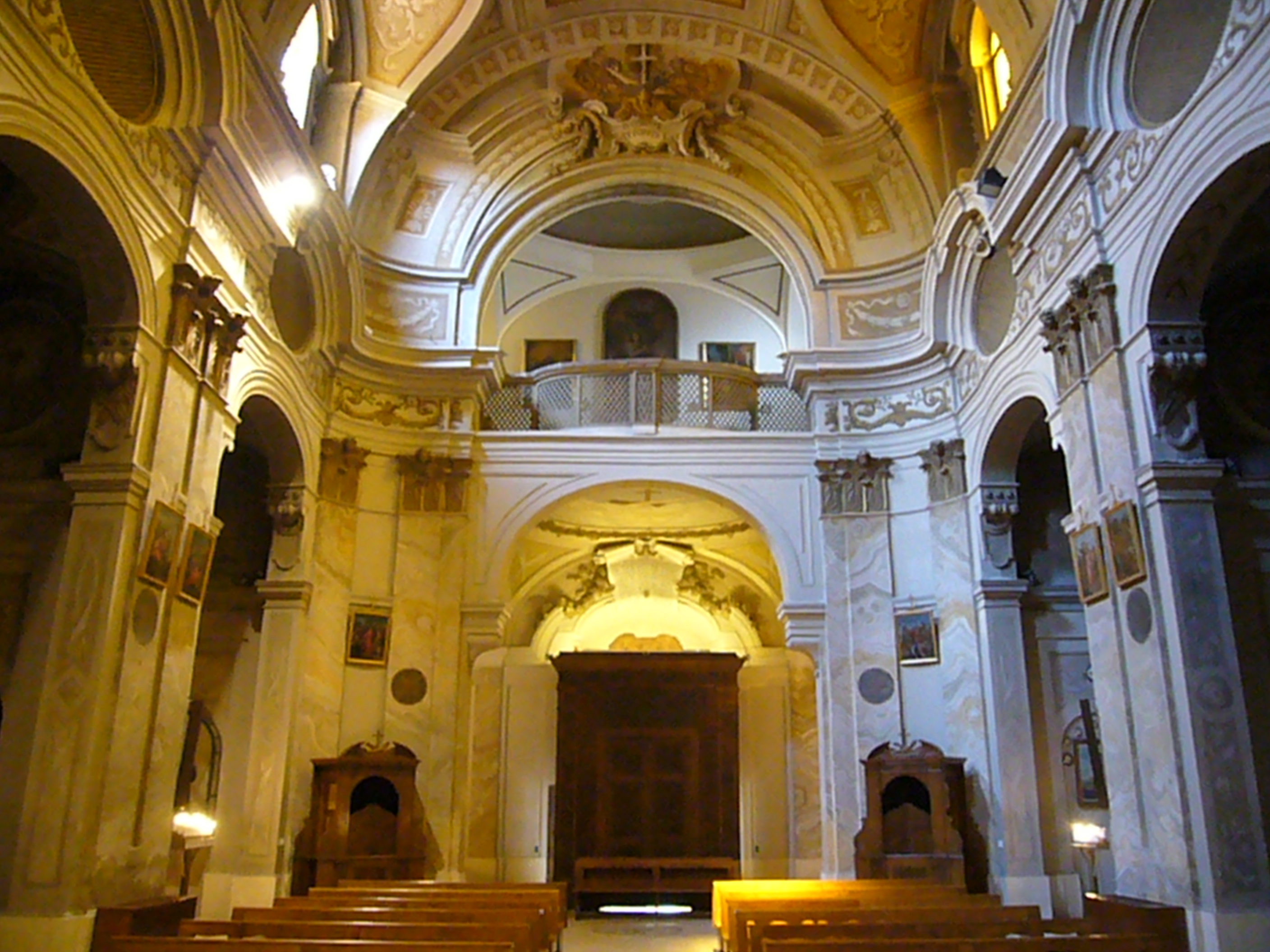
Contra-fachada.
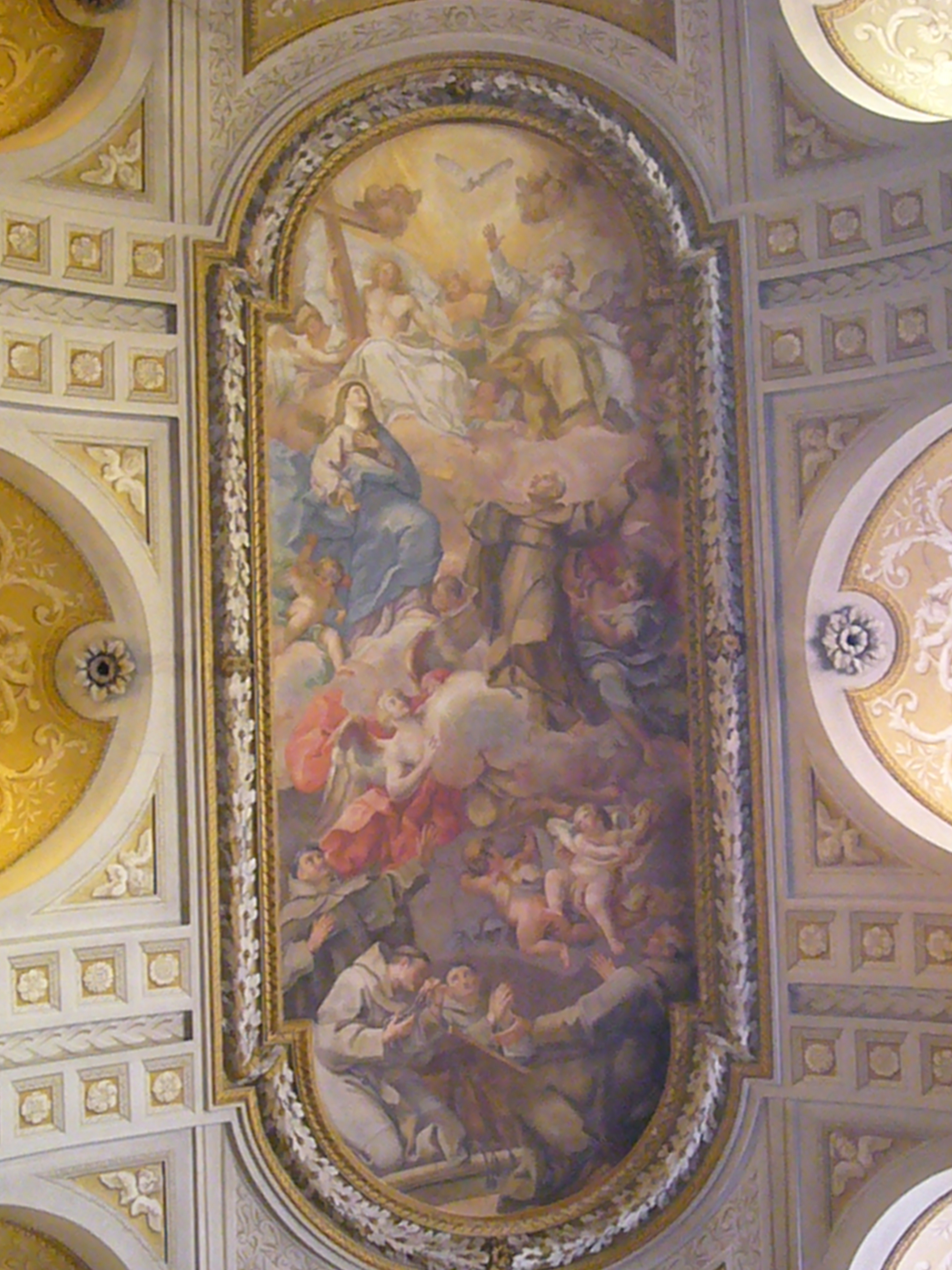
"Glória de São Pascoal" no teto da nave.